# Chelonus transbaicalicus
Chelonus transbaicalicus är en stekelart som först beskrevs av Vladimir Ivanovich Tobias 1992.  Chelonus transbaicalicus ingår i släktet Chelonus och familjen bracksteklar. Inga underarter finns listade i Catalogue of Life.